# Fernand Couzinet
Pour les articles homonymes, voir Couzinet.
Fernand Couzinet, né le 1er octobre 1911 à Toulouse (Haute-Garonne) et mort le 31 août 1986 à Toulouse (Haute-Garonne), est un homme politique français.

## Détail des fonctions et des mandats
Mandat parlementaire
- 18 novembre 1962 - 2 avril 1967 : Député de la 5e circonscription de la Haute-Garonne